# Mark Burdett Motorsport
Mark Burdett Motorsport – brytyjski zespół wyścigowy, założony w 1994 przez Marka Burdetta, który wciąż jest dyrektorem zespołu. Obecnie ekipa startuje w Północnoeuropejskim Pucharze Formuły Renault 2.0. W przeszłości zespół pojawiał się także na starcie w Europejskim Pucharze Formuły Renault 2.0, Brytyjskiej Formule Renault, Brytyjskiej Formule Renault BARC, oraz w Brytyjskiej Formule BMW.

## Starty

### Europejski Puchar Formuły Renault 2.0
| Rok  | Bolid          | Kierowcy           | Wyścigi | Wygrane | PP | NO | Pkt | M.K. | M.Z. |
| ---- | -------------- | ------------------ | ------- | ------- | -- | -- | --- | ---- | ---- |
| 2012 | Tatuus-Renault | Gabriel Casagrande | 2       | 0       | 0  | 0  | 0   | 37   | 14   |
| 2013 | Tatuus-Renault | Raoul Owens        | 2       | 0       | 0  | 0  | 0   | NS†  | NS†  |
| 2014 | Tatuus-Renault | Jake Hughes        | 2       | 0       | 0  | 0  | 0   | NS†  | NS†  |
| 2014 | Tatuus-Renault | Raoul Owens        | 4       | 0       | 0  | 0  | 0   | NS†  | NS†  |

† – Kierowca/Zespół nie był zaliczany do klasyfikacji.